# Ilion
Ilion (in greco Ίλιον?) è un comune della Grecia situato nella periferia dell'Attica (unità periferica di Atene Occidentale) con 85 572 abitanti secondo i dati del censimento 2001. Situata circa 6 km a nordovest di Atene, è uno dei sobborghi più popolosi della capitale.

## Amministrazione

### Gemellaggi
- Corigliano d'Otranto, dal 2008
- Tulcea, dal 2009[2]
- Gerico, dal 1999